# Chiliasme
|  | For en bredere religionshistorisk behandling af emnet se Millenarisme |
Chiliasme (også kiliasme ; græsk χιλιας; 'chilioi': "tusinde") betegner den i den kristne kirke dannede forestilling om et tusindårigt rige, som tænkes oprettet af Kristus selv ved hans genkomst (parusi) til jorden, og i hvilket han personlig vil herske over alle troende og gennem dem over hele verden.
Hvad der ligger til grund for en sådan forestilling, er sikkert nok tanken om, at denne verden ikke vil kunne afslutte sin udvikling, uden at dens fulde formål først på en tydelig måde er kommet til åbenbarelse og blevet nået. At der efter denne verdens undergang skal komme en herlighedstilstand, hvor det gode hersker, og det onde ligger under, synes ikke tilstrækkeligt for den religiøse forhåbning, man trænger til endnu på den gamle verdens grund at se det ondes magt blive brudt ved en sejrrig fremtræden af det overnaturlige Guds rige.
Det er først og fremmest i Johannes' Åbenbaring, kapitel 20 (Åb 20,1), at chiliasmen finder sit kristelige fodfæste. Foruden dette sted kan der i Nye Testamente kun nævnes 1. Korintherbrev 15, 23 (1 Kor 15,23) og 1. Thessalonikerbrev 4, 16-17 (1 Thess 4,16-17) som støttepunkter herfor.

## Tankens forberedelse i Det Gamle Testamente
Men det må indrømmes, at tanken er forberedt ved de fremstillinger af messiasriget, som træffes overalt hos Gamle Testamentes profeter. Der henvises her til en fremtidig fuldkommenhedstilstand, hvor en fuld Guds erkendelse skal samle ikke blot alle de adsplittede dele af Israel, men også hedningefolkene omkring den hellige stad, og hvor der tillige skal findes den højeste timelige lykke med ydre velstand og fred i naturen. Og jo mere trykkende de udvortes kår blev for jøderne, des stærkere måtte ganske naturlig et sådant fremtidsbillede komme til at gøre sig gældende; det optog hele folkets forhåbning og blev særlig tilegnet efter dets politiske side.
Også til grund for den nytestamentlige apokalyptikers syner ligger tanken om en trængselstid for menigheden, og det har altid senere bekræftet sig, at udviklingen af chiliasmen står i et nøje forhold til det ydre tryk, hvor under kirken til de forskellige tider har befundet sig. Det er gennem det forskellige syn på Johannes' Åbenbaring, kap. 20, at kirkens stilling til chiliasmen bestandig har udtrykt sig. Det fremstilles her, hvorledes Kristus fra himlen kommer tilbage til jorden og lader "dyret" og den falske profet kaste i ildsøen, 19, 11 ff. (Åb 19,11ff), djævelen selv bliver nu også bundet, og i tusinde år bliver der givet de genopvakte martyrer og de troende i det hele at herske over jorden, indtil djævelen igen bliver løst, og med hans endelige overvindelse den almindelige opstandelse og verdens undergang med den yderste dom oprinder, 20, 1-15.(Åb 20,1-15)

## Kristenforfølgelserne i de tre første århundreder
For den kristne kirke i de tre første århundreder, der var stedt under forfølgelsernes tryk, havde den her udtalte forhåbning den allerstørste betydning. Forskellige af de ældre kirkefædre som især Papias, Irenæus og Tertullian optog tanken og udførte den med forkærlighed på forskellig måde: snart søgte de at begrunde den ved at sammenknytte den med skabelsesberetningen, idet de gik ud fra, at ligesom skabelsesværket i de seks dage afsluttedes med hviledagen, således skulle også verdenshistoriens seks store perioder afsluttes med tusindårsriget som en stor verdenssabbat, snart påberåbte de sig et bestemt ord af Herren selv, således som Papias, og indlod sig der efter i sådanne skildringer af naturens tilkommende frugtbarhed, som fremstillede denne på en temmelig sanselig og fantastisk måde.
I denne henseende blev de kirkelige teologer dog langt overgået af forskellige sekteriske partier som ebionitter og især montanister. Med ekstatisk begejstring forkyndte de sidste, at det himmelske Jerusalem om kort tid skulle dale ned fra Himlen og grundfæstes på jorden i nærheden af byen Pepuza i Frygien. Men just denne sværmeriske overdrivelse fremkaldte reaktionen mod chiliasmen inden for kirken. Det var især de alexandrinske teologer som Origenes, der rejste en principiel modstand mod den hele forestilling, idet de på platonisk vis satte en skarp adskillelse mellem det åndelige og legemlige og anså åndeliggørelsen af alt for det højeste mål, kunne de i talen om et jordisk Jerusalem ikke se andet end en jødisk overtro.

## Efter kristendommens sejr i 4. århundrede
Men især var det dog den udvortes forandring, der skete med kirkens hele stilling, da kristendommen blev den sejrende magt, der gav de chiliastiske forestillinger deres dødsstød. Det var Augustin, som også her udtalte det afgørende ord, idet han gjorde gældende, at tusindårsriget ikke mere var en fremtidstanke, men at det allerede havde fundet sin virkeliggørelse i den kristne kirke, hvor de hellige sammen med Kristus herskede på jorden. Denne opfattelse har siden efter fuldkommen hersket inden for den katolske kirke; med dens sejr er det fuldendte herlighedsrige på jorden virkeliggjort.
Men også den protestantiske kirke har gennem reformatorerne væsentlig anerkendt Augustins grundbetragtning. Der var i reformationstiden forskellige sværmeriske partier, især anabaptisterne, som optog tanken om tusindårsrigets fremtidige herlighed. De gjorde imidlertid dette på en yderst radikal måde således, at de med verdens nære undergang for øje søgte at forberede et udvortes rige, hvor de hellige skulle herske i åndelig frihed, det vil sige uden love og øvrighed, ægteskab og privatejendom. De ekscesser, hvortil de hermed gav anledning, bevirkede nu ikke blot den verdslige magts indskriden, men foranledigede også kirkens mænd til at tage afstand fra deres meninger. I Den augsburgske bekendelse, Confessio Augustana, artikel 17, hedder det, at man fordømmer sådanne, som nu udspreder jødiske forestillinger om, at de fromme forud for de dødes opstandelse skal tage herredømmet over verden, efter at alle de ugudelige er tilintetgjorte. 
Hvorvidt hermed enhver tanke om et fremtidigt herlighedsrige er afvist, har været genstand for forskellig opfattelse men det synes dog nærmest så, og de senere ortodokse dogmatikere har da også bestemt lært, at der ikke kan være tale om tusindårsriget på anden måde end således, som det har eksisteret i statskirken siden Konstantin den Stores dage. Men da det dog i længden ikke kunne være skjult for en omhyggelig skriftfortolkning, at Johannes' Åbenbaring bestemt viser hen til tusindårsriget som et fremtidigt, så er det forståeligt, at nyere protestantiske teologer har optaget den overleverede anskuelse til en fornyet revision.

## Nyere tid
Efter, at først pietismen gennem Philipp Spener og den som vranglærer afsatte superintendent Petersen havde vist sympati for chiliasmen, var det især den württembergske teolog Bengel, som gav denne forestilling indpas i den protestantiske teologi. Mangfoldige senere teologer er fulgt efter ham, dels således at de har søgt at klare skriftens forskellige udtalelser og bringe dem i samklang med hinanden, dels således at de har søgt at give den hele tanke et spekulativt-filosofisk underlag ved at sætte den i forbindelse med forestillingen om en åndelig legemlighed. Til den første klasse må i Danmark henregnes professor Peter Madsen, der tænker sig som åbenbaringens mening, at Jesus Kristus og hans hellige engang skal regere fra himlen over menneskeheden på jorden, til den anden klasse hører biskop Martensen, der opfatter tusindårsriget som en tilstand, hvor ikke blot kristendommens idealer behersker virkeligheden, men også en forklarelse af naturen tager sin begyndelse.
Det kan dog næppe siges, at man i nogen henseende er nået til en virkelig afsluttende forståelse. Og samtidig med en sådan afdæmpet kirkelig betragtning har den mere ekstreme opfattelse stadig haft et tilhold hos forskellige protestantiske sekter. I ældre tid kan her nævnes de bøhmisk-mähriske brødre under deres adspredelse og de forfulgte hugenotter, der i Cevennerne kæmpede den sidste kamp for deres frihed (kamisarderne). I nyere tid er det især to sekter, der, skønt de er yderst forskellige i moralsk henseende, er fælles om at vise tilbage til chiliasmen som deres egentlige udgangspunkt, irvingianismen og mormonismen.